# Cấp sao
Trong thiên văn học, cấp sao là một thang đo logarit về độ sáng của một vật thể thiên văn, được đo đạc ở một bước sóng hay dải sóng qua, thường trong quang phổ khả kiến hoặc hồng ngoại gần. Một hệ thống độ sáng có hệ thống nhưng không chính xác về độ sáng của vật thể được giới thiệu trong thời cổ đại bởi Hipparchus.
Các nhà thiên văn sử dụng hai định nghĩa khác nhau của cấp sao: cấp sao biểu kiến và cấp sao tuyệt đối. Cấp sao biểu kiến (m, hay vmag cho quang phổ khả kiến) là độ sáng của một vật thể khi nó xuất hiện trên bầu trời đêm ở Trái Đất, trong khi cấp sao tuyệt đối (Mv, V và H) để miêu tả độ sáng bản chất của một vật thể mà nó thể hiện nếu nó được đặt ở một khoảng cách nhất định từ Trái Đất. Khoảng cách này là 10 parsecco các ngôi sao và 1 đơn vị thiên văn cho các hành tinh và các vật thể nhỏ trong Hệ Mặt Trời. Kích thước của một tiểu hành tinh thường được ước tính dựa trên cấp sao tuyệt đối của nó cùng với suất phản chiếu của nó.